# Wellington Chibebe
Wellington Chibebe (né en 1963 dans la ville de Bulawayo) est un syndicaliste zimbabwéen. Il est le fondateur de l'Union des artisans du chemin de fer et secrétaire général du Congrès des syndicats du Zimbabwe depuis 2002. À ce titre il représente près de 1,3 million de travailleurs. Il est aussi président de la coalition Crise au Zimbabwe visant à obtenir « des élections libres, de la nourriture, du travail, des logements, la fin de la violence,…».

## Biographie
En 2003 il a obtenu le prix des droits de l'Homme George Meany‑Lane Kirkland décerné par la centrale syndicale américaine AFL-CIO. 
Le 17 octobre 2003 Chibebe fut incarcéré avec 60 syndicalistes membres du même syndicat (et plus d'une centaine d'autres le lendemain).
Le 5 août 2004 il fut arrêté, incarcéré et accusé d'avoir "usé de propos susceptibles de fomenter le mécontentement". Il partagea le sort de quatre autres syndicalistes arrêté le même jour. Le 8 septembre 2005 il a été de nouveau arrêté avec près de 200 autres syndicalistes lors d'une marche contre la pauvreté. Il a été détenu et torturé puis relâché à la suite de pressions internationales.
Le dernier de ces épisodes connu remonte au 15 août 2006. Il fut incarcéré sous des chefs d'accusations de transports illicites de devises. Ces charges furent transformées en quelques heures en accusation d'assaut sur un policier. Les pressions internationales, notamment en provenance de la Confédération internationale des syndicats libres et d'Amnesty International ont amené sa libération le 18 août 2006.